# Großer Preis von Italien 1965
Der Große Preis von Italien 1965 (offiziell XXXVI Gran Premio d’Italia) fand am 12. September auf dem Autodromo Nazionale di Monza in Monza statt und war das achte Rennen der Automobil-Weltmeisterschaft 1965.

## Berichte

### Hintergrund

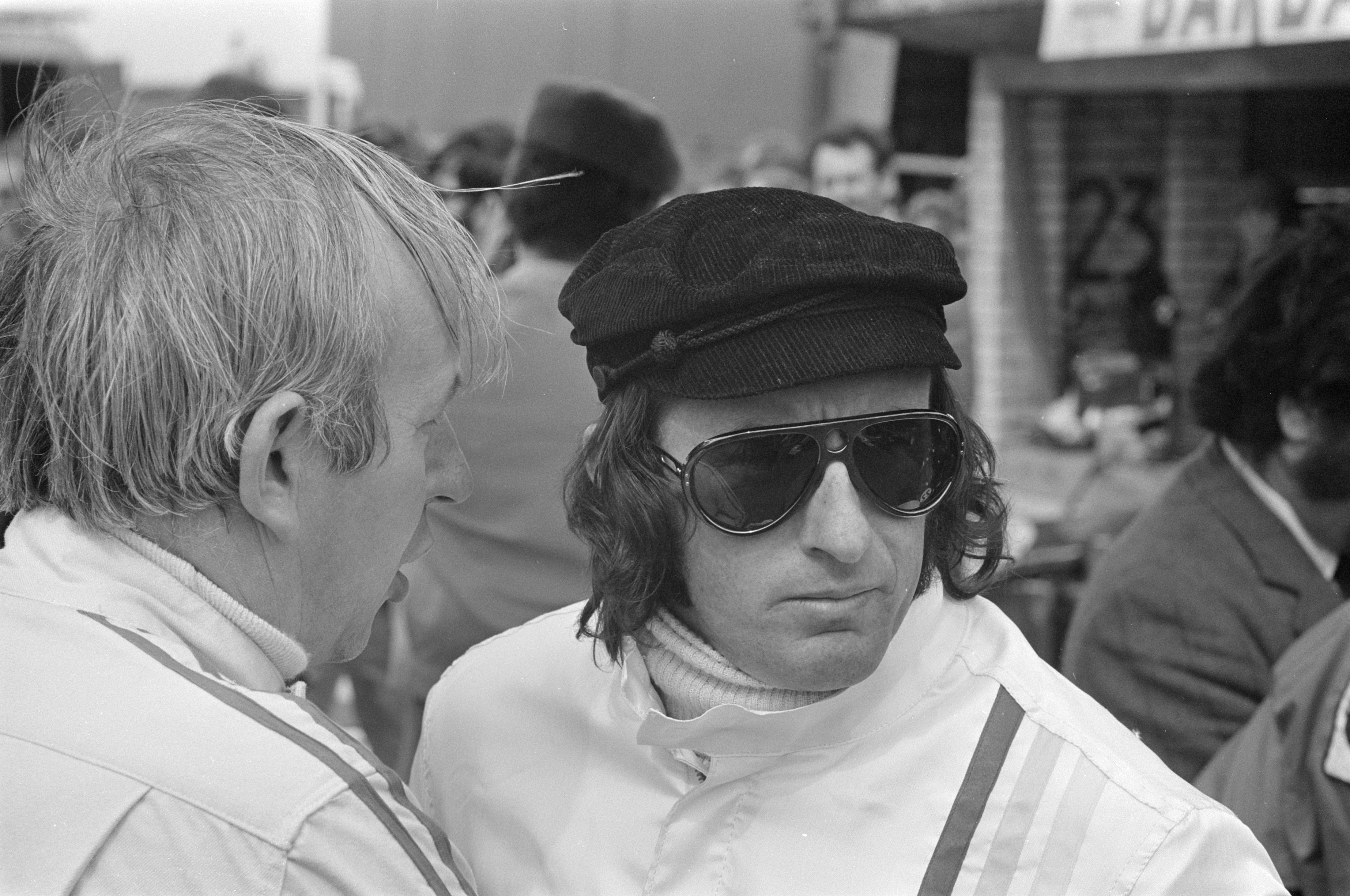
Erster Sieg von Jackie Stewart (rechts – Bild von 1971)

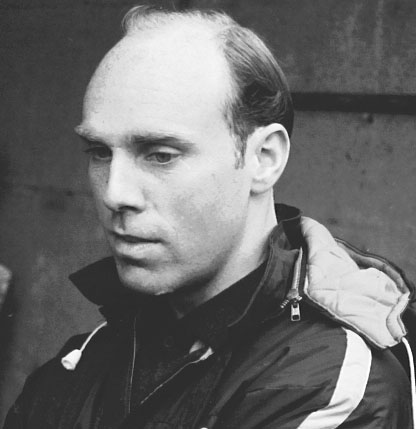
Erster Punkt für Richard Attwood

Nach dem Großen Preis von Deutschland sollte ursprünglich der Große Preis von Österreich stattfinden. Aufgrund der mangelnden Sicherheit und des ausfallreichen Rennens im Vorjahr wurde dieser Grand Prix aber abgesagt, sodass der Große Preis von Italien das achte Saisonrennen wurde. In der mehr als einmonatigen Pause zwischen den Rennen fand der Gran Premio del Mediterraneo statt, den Joseph Siffert auf Brabham gewann. Dies war die letzte Austragung des nicht zur Automobil-Weltmeisterschaft zählenden Grand Prix mit Formel-1-Reglement, ab 1967 wurde er zum Formel-2-Rennen.
Ferrari setzte zum ersten Mal in der Saison drei Fahrzeuge ein. John Surtees und Lorenzo Bandini fuhren den Ferrari 1512, Nino Vaccarella den Ferrari 158. Für Vaccarella war es das einzige Rennen für ein Werksteam und das letzte in der Automobil-Weltmeisterschaft. Er setzte anschließend seine Karriere in der Sportwagen-Weltmeisterschaft fort. Zwei Wochen nach dem Großen Preis von Italien verunglückte Surtees bei Testfahrten in Kanada schwer und wurde lebensbedrohlich verletzt. Für ihn war die Saison damit vorzeitig beendet, er kehrte erst zum Saisonauftakt 1966 zurück und fuhr weiterhin bei Ferrari. Auch bei Lotus wurde ein drittes Fahrzeug eingesetzt, ebenfalls für einen italienischen Fahrer. Giacomo Russo bestritt neben den Stammfahrern Clark und Mike Spence sein einziges Saisonrennen und das einzige für Lotus in seiner Karriere. Auch bei Brabham wurde ein Cockpit einem italienischen Fahrer zur Verfügung gestellt. Giancarlo Baghetti war zusammen mit Dan Gurney und Denis Hulme für das Team gemeldet. Für Baghetti blieb es das einzige Saisonrennen und das einzige für Brabham. Hulme beendete mit dem Großen Preis von Italien seine Saison und ersetzte 1966 Gurney bei Brabham. Teambesitzer Jack Brabham setzte für Baghetti ein Rennen aus, fuhr anschließend aber den Rest der Saison wieder mit. Honda kehrte nach einer Pause zurück und trat mit Ronnie Bucknum und Richie Ginther an.
Bei den Teams mit Kundenfahrzeugen meldete die Scuderia Centro Sud zum letzten Mal Wagen für einen Grand Prix. Das Team, welches seit 1956 dabei war, zog sich anschließend aus der Automobil-Weltmeisterschaft zurück. Fahrer der Scuderia Centro Sud waren Masten Gregory, Roberto Bussinello und Giorgio Bassi. Gregory und Bussinello fuhren ebenfalls ihr letztes Rennen, Bassi sein einziges. Reg Parnell Racing meldete zwei Wagen für Richard Attwood und Innes Ireland, der zuvor ein Rennen aussetzte. Frank Gardner beendete die Saison mit seiner letzten Rennteilnahme. Eine weitere Meldung erfolgte 1968, Gardner qualifizierte sich jedoch nicht.
Clark bestritt seinen 50. Grand Prix.
Mit Graham Hill, Clark und Surtees nahmen drei ehemalige Sieger am Rennen teil, bei den Konstrukteuren waren zuvor Ferrari sechsmal, Cooper, B.R.M. und Lotus jeweils einmal erfolgreich. Die Fahrerwertung war bereits zugunsten von Clark entschieden, die Konstrukteurswertung zugunsten von Lotus.

### Training
Zum zweiten Mal in Folge und insgesamt fünften Mal in der Saison sicherte sich Clark die Pole-Position. Er war dabei zwei Zehntelsekunden schneller als Surtees, der von Rang zwei ins Rennen ging. Stewart qualifizierte sich vor seinem Teamkollegen Hill auf dem dritten Platz, Fünfter wurde Bandini. Im Mittelfeld lag Bucknum auf Startplatz sechs vor Rindt und Spence. Die ersten Zehn wurden von Gurney und Siffert komplettiert. Vaccarella, Baghetti und Russo qualifizierten sich im hinteren Feld, die letzten drei Plätze wurden von den Fahrern der Scuderia Centro Sud belegt.

### Rennen
Clark gewann erneut das Startduell und führte das Rennen vor Stewart, Hill und Bandini an. Surtees hatte technische Probleme und fiel mehrere Plätze zurück. Daraufhin verschwanden jedoch die Probleme und Surtees verbesserte sich innerhalb kurzer Zeit auf den fünften Platz hinter Bandini. In den fünf Rennen zuvor setzte sich Clark immer schnell von der Konkurrenz ab, dies war aufgrund der Streckencharakteristik auf dem Autodromo Nazionale Monza nicht möglich. Durch die langen Geraden entwickelten sich wie in den Vorjahren Windschattenduelle, die zu vielen Positionswechseln führten. Clark behauptete sich zwei Runden lang vor Hill, bevor dieser die Führung übernahm. Clark konterte eine Runde später, wurde daraufhin aber erneut von Hill überholt. In Runde sechs überholte Stewart beide Kontrahenten und setzte sich damit an die Spitze des Feldes, bevor Clark erneut nur eine Runde später die Führung wieder übernahm. Es entwickelte sich in den folgenden Runden ein Duell zwischen Clark und Stewart, die sich viermal gegenseitig überholten. In dieser Zeit fiel Bassi mit Motorschaden aus, Baghetti folgte wenige Runden später mit dem gleichen Ausfallgrund.
Nachdem Stewart zwischen der Runde elf und der Runde 14 ununterbrochen die Führung gehalten hatte, wurde er von Surtees abgelöst, der zuvor mehrere Kontrahenten überholt hatte. Allerdings traten an seinem Ferrari ein Schaden an der Kupplung auf, wodurch er aus dem Kampf um Platz eins zurückfiel und später ganz ausschied. Stewart lag somit erneut auf dem ersten Rang und setzte das Duell mit Clark weiter fort. Es folgten vier weitere Führungswechsel zwischen diesen beiden Fahrern. Weitere Ausfälle gab es im Mittelfeld. Bucknum und Gardner hatten einen Motorschaden, Gregory, Russo und Siffert stellten ihre Fahrzeuge mit defektem Getriebe ab. Auch Hulme erreichte das Ziel nicht, an seinem Brabham brach in Runde 47 die Aufhängung.
In Runde 25 kämpfte sich Hill erneut an die Spitze und fortan waren es mit Hill, Clark und Stewart drei Fahrer, die sich ständig überholten. Zweimal führte Hill das Feld für eine Runde an, daraufhin lagen Stewart und Clark jeweils für vier Runden vorn. Nach 15 weiteren Führungswechseln fiel Clark aus der Spitzengruppe zurück, da die Kraftstoffpumpe an seinem Lotus versagte. Nach sechs Siegen in Folge endete Clarks Siegesserie, er wurde allerdings noch auf Platz zehn klassifiziert, da er die dafür nötige Renndistanz bereits zurückgelegt hatte. Vor ihm schieden Spence, Vaccarella, Bussinello und Ginther aus und wurden ebenfalls noch gewertet.
Nach dem Ausfall von Clark führten die beiden B.R.M.-Fahrer und wechselten weiterhin fast jede Runde untereinander die Position. Der Große Preis von Italien wurde eines der Rennen mit den meisten Führungswechseln, insgesamt 40-mal wurde der jeweils erste im Rennen überholt.
Die Rennentscheidung brachte in der letzten Rennrunde ein Fahrfehler von Hill. Stewart baute sich dadurch einen kleinen Vorsprung auf seinen Teamkollegen auf und erreichte als Erster das Ziel. Dies war der erste Sieg von Stewart in der Automobil-Weltmeisterschaft. B.R.M. gewann sein zweites Saisonrennen und durch den zweiten Platz von Hill wurde es der insgesamt fünfte und letzte Doppelsieg des Konstrukteurs. Stewart gewann mit Matra 1968 ein weiteres Mal den Großen Preis von Italien, B.R.M. erst 1971 erneut.
Die weiteren Punkte gingen an Bandini, McLaren und Attwood. Für Attwood war es der erste Punkt in seiner Karriere. Mit jeweils zwei Runden Rückstand erreichten Bonnier, Rindt und Ireland auf den Plätzen sieben bis neun das Ziel. Die schnellste Rennrunde wurde von Clark gefahren. In der Fahrerwertung kam Stewart bis auf einen Punkt an Hill heran, die ersten fünf Positionen änderten sich nicht. Auch in der Konstrukteurswertung gab es keine Änderungen der Ränge, B.R.M. lag 20 Punkte vor Ferrari und hatte 12 Zähler Rückstand auf Lotus. Ohne Streichresultateregelung hätten B.R.M. nur zwei Punkte auf Lotus gefehlt. Stewart sagte zu seinem ersten Sieg, dass er niemals gedacht habe, in seinem ersten Jahr schon so weit zu kommen. Des Weiteren bezeichnete er es 50 Jahre später aufgrund der vielen Führungswechsel als einen der besten Grand Prix aller Zeiten.

## Meldeliste
| Team                        | Nr. | Fahrer             | Chassis      | Motor           | Reifen |
| --------------------------- | --- | ------------------ | ------------ | --------------- | ------ |
| Scuderia Ferrari SpA SEFAC  | 04  | Lorenzo Bandini    | Ferrari 1512 | Ferrari 1.5 B12 | D      |
| Scuderia Ferrari SpA SEFAC  | 06  | Nino Vaccarella    | Ferrari 158  | Ferrari 1.5 V8  | D      |
| Scuderia Ferrari SpA SEFAC  | 08  | John Surtees       | Ferrari 1512 | Ferrari 1.5 B12 | D      |
| Brabham Racing Organisation | 10  | Giancarlo Baghetti | Brabham BT7  | Climax 1.5 V8   | G      |
| Brabham Racing Organisation | 12  | Dan Gurney         | Brabham BT11 | Climax 1.5 V8   | G      |
| Brabham Racing Organisation | 14  | Denis Hulme        | Brabham BT11 | Climax 1.5 V8   | G      |
| Cooper Car Company          | 16  | Bruce McLaren      | Cooper T77   | Climax 1.5 V8   | D      |
| Cooper Car Company          | 18  | Jochen Rindt       | Cooper T73   | Climax 1.5 V8   | D      |
| Honda R&D Co.               | 20  | Richie Ginther     | Honda RA272  | Honda 1.5 V12   | G      |
| Honda R&D Co.               | 22  | Ronnie Bucknum     | Honda RA272  | Honda 1.5 V12   | G      |
| Team Lotus                  | 24  | Jim Clark          | Lotus 33     | Climax 1.5 V8   | D      |
| Team Lotus                  | 26  | Mike Spence        | Lotus 33     | Climax 1.5 V8   | D      |
| Team Lotus                  | 28  | Jim Clark          | Lotus 25     | Climax 1.5 V8   | D      |
| Team Lotus                  | 28  | Mike Spence        | Lotus 25     | Climax 1.5 V8   | D      |
| Team Lotus                  | 28  | Giacomo Russo      | Lotus 25     | Climax 1.5 V8   | D      |
| Owen Racing Organisation    | 30  | Graham Hill        | BRM P261     | BRM 1.5 V8      | D      |
| Owen Racing Organisation    | 32  | Jackie Stewart     | BRM P261     | BRM 1.5 V8      | D      |
| Reg Parnell Racing          | 38  | Innes Ireland      | Lotus 25     | BRM 1.5 V8      | D      |
| Reg Parnell Racing          | 40  | Richard Attwood    | Lotus 25     | BRM 1.5 V8      | D      |
| Rob Walker Racing Team      | 42  | Joakim Bonnier     | Brabham BT7  | Climax 1.5 V8   | D      |
| Rob Walker Racing Team      | 44  | Joseph Siffert     | Brabham BT11 | BRM 1.5 V8      | D      |
| John Willment Automobiles   | 46  | Frank Gardner      | Brabham BT11 | BRM 1.5 V8      | D      |
| Scuderia Centro Sud         | 48  | Masten Gregory     | BRM P57      | BRM 1.5 V8      | D      |
| Scuderia Centro Sud         | 50  | Roberto Bussinello | BRM P57      | BRM 1.5 V8      | D      |
| Scuderia Centro Sud         | 52  | Giorgio Bassi      | BRM P57      | BRM 1.5 V8      | D      |

Anmerkungen
1. 1 2 3  Giacomo Russo fuhr den Lotus mit der Nummer 28 in den Trainingssitzungen und im Rennen.

## Klassifikationen

### Startaufstellung
| Pos. | Fahrer             | Konstrukteur   | Zeit   | Ø-Geschwindigkeit | Start |
| ---- | ------------------ | -------------- | ------ | ----------------- | ----- |
| 01   | Jim Clark          | Lotus-Climax   | 1:35,9 | 215,85 km/h       | 01    |
| 02   | John Surtees       | Ferrari        | 1:36,1 | 215,40 km/h       | 02    |
| 03   | Jackie Stewart     | B.R.M.         | 1:36,6 | 214,29 km/h       | 03    |
| 04   | Graham Hill        | B.R.M.         | 1:37,1 | 213,18 km/h       | 04    |
| 05   | Lorenzo Bandini    | Ferrari        | 1:37,2 | 212,96 km/h       | 05    |
| 06   | Ronnie Bucknum     | Honda          | 1:37,3 | 212,74 km/h       | 06    |
| 07   | Jochen Rindt       | Cooper-Climax  | 1:37,7 | 211,87 km/h       | 07    |
| 08   | Mike Spence        | Lotus-Climax   | 1:37,8 | 211,66 km/h       | 08    |
| 09   | Dan Gurney         | Brabham-Climax | 1:38,1 | 211,01 km/h       | 09    |
| 10   | Joseph Siffert     | Brabham-B.R.M. | 1:38,1 | 211,01 km/h       | 10    |
| 11   | Bruce McLaren      | Cooper-Climax  | 1:38,3 | 210,58 km/h       | 11    |
| 12   | Denis Hulme        | Brabham-Climax | 1:38,3 | 210,58 km/h       | 12    |
| 13   | Richard Attwood    | Lotus-B.R.M.   | 1:38,8 | 209,51 km/h       | 13    |
| 14   | Joakim Bonnier     | Brabham-Climax | 1:38,9 | 209,30 km/h       | 14    |
| 15   | Nino Vaccarella    | Ferrari        | 1:38,9 | 209,30 km/h       | 15    |
| 16   | Frank Gardner      | Brabham-B.R.M. | 1:39,0 | 209,09 km/h       | 16    |
| 17   | Richie Ginther     | Honda          | 1:39,6 | 207,83 km/h       | 17    |
| 18   | Innes Ireland      | Lotus-B.R.M.   | 1:39,8 | 207,41 km/h       | 18    |
| 19   | Giancarlo Baghetti | Brabham-Climax | 1:40,9 | 205,15 km/h       | 19    |
| 20   | Giacomo Russo      | Lotus-Climax   | 1:41,7 | 203,54 km/h       | 20    |
| 21   | Roberto Bussinello | B.R.M.         | 1:41,7 | 203,54 km/h       | 21    |
| 22   | Giorgio Bassi      | B.R.M.         | 1:45,4 | 196,39 km/h       | 22    |
| 23   | Masten Gregory     | B.R.M.         | 1:45,6 | 196,02 km/h       | 23    |

### Rennen
| Pos. | Fahrer             | Konstrukteur   | Runden | Stopps | Zeit        | Start | Schnellste Runde |
| ---- | ------------------ | -------------- | ------ | ------ | ----------- | ----- | ---------------- |
| 01   | Jackie Stewart     | B.R.M.         | 76     | 0      | 2:04:52,8   | 03    |                  |
| 02   | Graham Hill        | B.R.M.         | 76     | 0      | + 3,3       | 04    |                  |
| 03   | Dan Gurney         | Brabham-Climax | 76     | 0      | + 16,5      | 09    |                  |
| 04   | Lorenzo Bandini    | Ferrari        | 76     | 0      | + 1:15,9    | 05    |                  |
| 05   | Bruce McLaren      | Cooper-Climax  | 75     | 0      | + 1 Runde   | 11    |                  |
| 06   | Richard Attwood    | Lotus-B.R.M.   | 75     | 0      | + 1 Runde   | 13    |                  |
| 07   | Joakim Bonnier     | Brabham-Climax | 74     | 0      | + 1 Runde   | 14    |                  |
| 08   | Jochen Rindt       | Cooper-Climax  | 74     | 0      | + 2 Runden  | 07    |                  |
| 09   | Innes Ireland      | Lotus-B.R.M.   | 74     | 0      | + 2 Runden  | 18    |                  |
| 10   | Jim Clark          | Lotus-Climax   | 63     | 0      | + 13 Runden | 01    | 1:36,4           |
| 11   | Mike Spence        | Lotus-Climax   | 62     | 0      | + 14 Runden | 08    |                  |
| 12   | Nino Vaccarella    | Ferrari        | 58     | 0      | + 18 Runden | 15    |                  |
| 13   | Roberto Bussinello | B.R.M.         | 58     | 0      | + 18 Runden | 21    |                  |
| 14   | Richie Ginther     | Honda          | 56     | 0      | + 20 Runden | 17    |                  |
| –    | Denis Hulme        | Brabham-Climax | 47     | 0      | DNF         | 12    |                  |
| –    | Frank Gardner      | Brabham-B.R.M. | 46     | 0      | DNF         | 16    |                  |
| –    | Joseph Siffert     | Brabham-B.R.M. | 44     | 0      | DNF         | 10    |                  |
| –    | Giacomo Russo      | Lotus-Climax   | 38     | 0      | DNF         | 20    |                  |
| –    | John Surtees       | Ferrari        | 35     | 0      | DNF         | 02    |                  |
| –    | Ronnie Bucknum     | Honda          | 28     | 0      | DNF         | 06    |                  |
| –    | Masten Gregory     | B.R.M.         | 23     | 0      | DNF         | 23    |                  |
| –    | Giancarlo Baghetti | Brabham-Climax | 13     | 0      | DNF         | 19    |                  |
| –    | Giorgio Bassi      | B.R.M.         | 09     | 0      | DNF         | 22    |                  |

## WM-Stände nach dem Rennen
Die ersten sechs des Rennens bekamen 9, 6, 4, 3, 2, 1 Punkte. Es zählten nur die sechs besten Ergebnisse aus zehn Rennen. In der Konstrukteurswertung zählten dabei nur die Punkte des bestplatzierten Fahrers eines Teams.

### Fahrerwertung
| Pos. | Fahrer          | Konstrukteur                | Punkte  |
| ---- | --------------- | --------------------------- | ------- |
| 01   | Jim Clark       | Lotus-Climax                | 54      |
| 02   | Graham Hill     | B.R.M.                      | 34 (38) |
| 03   | Jackie Stewart  | B.R.M.                      | 33 (34) |
| 04   | John Surtees    | Ferrari                     | 17      |
| 05   | Dan Gurney      | Brabham-Climax              | 13      |
| 06   | Lorenzo Bandini | Ferrari                     | 10      |
| 07   | Bruce McLaren   | Cooper-Climax               | 10      |
| 08   | Denis Hulme     | Brabham-Climax              | 8       |
| 09   | Jack Brabham    | Brabham-Climax              | 5       |
| 10   | Mike Spence     | Lotus-Climax                | 4       |
| 11   | Jochen Rindt    | Cooper-Climax               | 3       |
| 12   | Joseph Siffert  | Brabham-B.R.M.              | 2       |
| 13   | Richie Ginther  | Honda                       | 1       |
| 14   | Richard Attwood | Lotus-B.R.M.                | 1       |
| 15   | Joakim Bonnier  | Brabham-Climax              | 0       |
| 16   | Paul Hawkins    | Lotus-Climax / Brabham-Ford | 0       |
| 17   | Masten Gregory  | B.R.M.                      | 0       |
| 18   | Bob Anderson    | Brabham-Climax              | 0       |

| Pos. | Fahrer             | Konstrukteur   | Punkte |
| ---- | ------------------ | -------------- | ------ |
| 19   | Peter de Klerk     | Alfa Romeo     | 0      |
| 20   | Tony Maggs         | Lotus-B.R.M.   | 0      |
| 21   | Frank Gardner      | Brabham-B.R.M. | 0      |
| 22   | Innes Ireland      | Lotus-B.R.M.   | 0      |
| 23   | Lucien Bianchi     | B.R.M.         | 0      |
| 24   | Nino Vaccarella    | Ferrari        | 0      |
| 25   | Sam Tingle         | LDS-Alfa Romeo | 0      |
| 26   | Roberto Bussinello | B.R.M.         | 0      |
| 27   | David Prophet      | Brabham-Ford   | 0      |
| –    | Ronnie Bucknum     | Honda          | 0      |
| –    | John Love          | Cooper-Climax  | 0      |
| –    | Mike Hailwood      | Lotus-B.R.M.   | 0      |
| –    | Chris Amon         | Lotus-B.R.M.   | 0      |
| –    | John Rhodes        | Cooper-Climax  | 0      |
| –    | Gerhard Mitter     | Lotus-Climax   | 0      |
| –    | Giacomo Russo      | Lotus-Climax   | 0      |
| –    | Giancarlo Baghetti | Brabham-Climax | 0      |
| –    | Giorgio Bassi      | B.R.M.         | 0      |

### Konstrukteurswertung
| Pos. | Konstrukteur   | Punkte  |
| ---- | -------------- | ------- |
| 01   | Lotus-Climax   | 54      |
| 02   | B.R.M.         | 42 (52) |
| 03   | Ferrari        | 24      |
| 04   | Brabham-Climax | 19      |
| 05   | Cooper-Climax  | 13      |
| 06   | Brabham-B.R.M. | 2       |

| Pos. | Konstrukteur   | Punkte |
| ---- | -------------- | ------ |
| 07   | Honda          | 2      |
| 08   | Lotus-B.R.M.   | 1      |
| 09   | Brabham-Ford   | 0      |
| 10   | Alfa Romeo     | 0      |
| 11   | LDS-Alfa Romeo | 0      |